# Werner Pfeifer (Schauspieler)
Werner Pfeifer (* 18. Dezember 1929; † 12. Mai 2016) war ein deutscher Schauspieler und Aufnahmeleiter.

## Leben
Pfeifer war sowohl in Filmen als auch in Fernsehserien der DDR zu sehen. Nachgewiesen sind Filmauftritte Pfeifers von Anfang der 1960er Jahre bis Mitte der 1980er Jahre. Er verkörperte während seiner Karriere fast ausschließlich Charakterrollen und Chargen; häufig spielte er Autoritätspersonen wie Offiziere, Polizisten oder kleine Beamte. Pfeifers Filmauftritte bestanden oft nur aus einer kurzen Szene. Häufig wurde er im Abspann nicht einmal erwähnt.
Als seinen ersten Filmauftritt führt die Filmdatenbank IMDb den DEFA-Märchenfilm Das Zaubermännchen (1960), eine Verfilmung des Märchens Rumpelstilzchen. In diesem Film übernahm Pfeifer die kleine Rolle des Schreibers. Die Verfilmung basierte auf einer erfolgreichen Theater-Inszenierung des Märchens Rumpelstilzchen am Hans Otto Theater in Potsdam. Dem Rollenfach des Kleindarstellers blieb Pfeifer bei seinen sämtlichen weiteren Filmauftritten treu, so beispielsweise als SA-Mann in dem Kinderfilm Die Jagd nach dem Stiefel (1962), als Felino in der Filmkomödie Der Weihnachtsmann heißt Willi (1969) oder als Kurfürstlicher Ritter in der Komödie Die Hosen des Ritters von Bredow (1973).
In der DDR-Kinderserie Spuk unterm Riesenrad (1979) hatte er als Obstverkäufer eine kleine wiederkehrende Serienrolle.
Von Ende der 1960er bis Mitte der 1970er Jahre arbeitete Pfeifer bei der DEFA als Erster Aufnahmeleiter, unter anderem bei der Filmkomödie Ein Lord am Alexanderplatz. Daneben übernahm er immer wieder kleine Filmrollen. Pfeifer war später erster Kinoleiter des Filmmuseums Potsdam.
Auch im Theater der DDR trat er als Darsteller auf. So hatte Pfeifer am 13. August 1958 im Theater der Jungen Garde in Halle (Saale) eine Rolle in der Uraufführung des Stücks Das eiserne Büffelchen, das von Paul Dornberger nach dem gleichnamigen Roman von Alex Wedding inszeniert worden war.
Pfeifer verstarb am 12. Mai 2016 im Alter von 86 Jahren. Die Urnenbeisetzung fand am 1. Juni 2016 auf dem Neuen Friedhof in Potsdam statt.

## Filmografie (Auswahl)
- 1960: Das Zaubermännchen
- 1961: Das Kleid
- 1962: Josef und alle seine Brüder (Fernsehfilm)
- 1962: Die letzte Chance
- 1962: Die Jagd nach dem Stiefel
- 1963: Verliebt und vorbestraft
- 1963: Karbid und Sauerampfer
- 1969: Jungfer, Sie gefällt mir
- 1969: Der Weihnachtsmann heißt Willi
- 1969: Seine Hoheit – Genosse Prinz
- 1970: Unterwegs zu Lenin
- 1973: Die Hosen des Ritters von Bredow
- 1976: Nelken in Aspik
- 1976: Die Leiden des jungen Werthers
- 1977: Unterwegs nach Atlantis
- 1977: DEFA Disko 77
- 1978: Sabine Wulff
- 1978: Fleur Lafontaine
- 1979: Die toten Augen
- 1979: Spuk unterm Riesenrad
- 1980: Archiv des Todes (TV)
- 1980: Johann Sebastian Bachs vergebliche Reise in den Ruhm
- 1981: Der Dicke und ich
- 1982: Bahnwärter Thiel (Fernsehfilm)
- 1984: Front ohne Gnade (TV)
- 1984: Hochzeit mit Hindernissen
- 1986: Das Eigentor
- 1989: Späte Ankunft (Fernseh-Zweiteiler)